# 102 TCN
Năm 102 TCN là một năm trong lịch Julius. 